# Charles E. Bohlen
Charles Eustis „Chip” Bohlen (ur. 30 sierpnia 1904 w Clayton (stan Nowy Jork), zm. 1 stycznia 1974 w Waszyngtonie) – amerykański dyplomata, ekspert od spraw sowieckich, działający w służbie dyplomatycznej USA w latach 1929–1969.
Ukończył studia na Uniwersytecie Harvarda. W ambasadzie w Moskwie przed i podczas II wojny światowej. W roku 1953 zastąpił George’a Kennana na funkcji ambasadora USA w Moskwie, którą sprawował do 1957. Następnie (1957–1959) ambasador USA w Manili (Filipiny) i w Paryżu (1962–1968).
Autor wspomnień: Witness to History, 1929-1969.